# Eugène Deslaw
Eugène Deslaw (também escrito nas formas Eugene Deslaw, Eugene Deslav e Eugenio Deslaw) (Kiev, 8 de dezembro de 1898 - Nice, França, 10 de setembro de 1966) foi um cineasta e jornalista ucraniano que trabalhou com Abel Gance no seu épico Napoléon.
Os seus filmes são geralmente considerados ligados ao surrealismo, preconizando uma certa tendência abstractizante. Em 1947, em Portugal, participou no argumento de O Hóspede do Quarto Treze.

## Filmografia
- Le monde en parade (1932)
- Négatifs (1932)
- Vers les robots (1932)
- Montparnasse (1929)
- Les nuits électriques (1928)
- La marche des machines (1927)
- Vieux châteaux (1927)